# Tísek
Tísek település Csehországban, Nový Jičín-i járásban. Tísek Bílovec, Těškovice, Bítov és Slatina településekkel határos. Lakosainak száma 985 fő (2024. január 1.).

## Népesség
A település lakosságának változását az alábbi diagram mutatja:
| Lakosok száma | 481  | 612  | 651  | 758  | 823  | 925  | 974  | 958  | 962  | 985  |
|               | 1869 | 1900 | 1921 | 1961 | 1980 | 2011 | 2016 | 2019 | 2021 | 2024 |